# Sienna Miller
Sienna Rose Miller (New York, 28 december 1981) is een Brits actrice en model.

## Biografie
Miller werd geboren in de stad New York op 28 december 1981. Vervolgens verhuisde ze als kind naar Engeland. Gedurende de middelbareschoolperiode had ze les op Heathfield St Mary's in Ascot bij Berkshire. Daarna studeerde ze nog een jaar bij het Lee Strasberg Institute in New York.
Millers vader is een Amerikaanse bankier. Millers moeder is een Zuid-Afrikaanse. Zij runde enige tijd een acteerschool in Londen. Haar ouders gingen uit elkaar toen ze zes jaar was. Miller heeft één zus.  Daarnaast heeft ze nog twee halfbroers en een voormalige stiefzus.
Voordat Miller begon aan haar filmcarrière, was ze actief als model. Na haar verschijning op het Glastonbury Festival in 2004 werd ze steeds gewilder door modespecialiste. Sinds januari 2006 werkt ze voor Pepe Jeans.
In 2001 acteerde ze voor het eerst in een televisieserie. Sinds 2003 is ze af en toe te zien in de televisieserie Keen Eddie. In 2004 speelde ze in de remake van de film Alfie. In datzelfde jaar was ze ook te zien samen met James Bondacteur Daniel Craig in de thriller Layer Cake. In 2005 was ze te zien als de tegenspeelster van Heath Ledger in Casanova. Ze was daarnaast in 2005 te zien in de Londense theaters als Celia, in het toneelstuk As You Like It van Shakespeare. Een avond wisselde ze van personage en speelde ze Rosalind toen de normale actrice, Helen McCrory, zich te ziek voelde om te acteren.
In februari 2007 ging de film Factory Girl, een biopic over Edie Sedgwick in première. De film werd uiteenlopend ontvangen, maar men was het er over eens dat Miller een goede prestatie had geleverd.
Verder in 2007 was Miller te zien in een aantal films. Samen met Michelle Pfeiffer en Robert De Niro speelt ze in de fantasiefilm Stardust. In de horrorkomedie Camille speelt ze tegenover James Franco. Met diezelfde acteur speelt ze ook in Interview, een film van regisseur Steve Buscemi. Die laatste film is een remake van de gelijknamige film van Theo van Gogh. Miller zal dezelfde rol spelen als die Katja Schuurman speelde in het origineel.
In 2008 werden de opnamen voor de filmversie van The Mysteries of Pittsburgh afgerond. Hierin is Miller te zien samen met Peter Sarsgaard. Later ging de film in première. In een gesprek over de film met het tijdschrift Rolling Stone maakte Miller denigrerende opmerkingen over Pittsburgh. Ze bood later haar excuses aan. In hetzelfde jaar verscheen ze nog in een film The Edge of Love, waarin ze samen acteerde met haar vriendin Keira Knightley. The Edge of Love is een biopic over de Welshe dichter Dylan Thomas. Zij speelde de vrouw van Dylan Thomas, Caitlin.
In 2009 vertolkte ze de rol van The Baronnes in de actiefilm G.I. Joe: The Rise of Cobra. In september 2009 heeft Miller haar debuut op Broadway gemaakt, door de titelrol the spelen in het stuk After Miss Julie.
Miller's opkomende films zijn Hippie Hippie Shake, waarin ook Cillian Murphy meespeelt. Normaal gezien ging Miller de rol spelen van Maid Marian in de film Robin Hood van Ridley Scott met als tegenspeler Russel Crowe. Ze stapte echter uit de productie voordat ze begonnen te filmen.
Miller zet zich in voor vrouwen met borstkanker. Ze ontwierp een aantal speciale T-shirts, waarvoor de opbrengst werd gebruikt voor onderzoek naar deze vorm van kanker. Ze zal naast T-shirts ook een aantal spijkerbroeken ontwerpen voor haar werkgever Pepe Jeans.

### Privé
Millers relatie met haar medespeler Jude Law uit Alfie was constant in het nieuws. Ze verloofde zich met Kerstmis in 2004. Ondanks pogingen om hun relatie te behouden ging het stel uiteindelijk uit elkaar in november 2006.
Eind 2009 kreeg Miller weer een relatie met Jude Law. Begin 2011 gingen ze uit elkaar. In januari 2012 werd bekend dat Miller en haar partner Tom Sturridge hun eerste kind verwachtten. Miller beviel in juli 2012 van een dochter.
Met haar huidige partner, acteur Oli Green, kreeg ze in december 2023 een tweede dochter.

### Modeontwerpster
Eind 2006 kreeg Sienna Miller toestemming van Pepe Jeans om een modelijn te beginnen met haar zus Savannah. Later werd het een volwaardig label. De naam van haar modelijn is Twenty8Twelve. Het verwijst naar de geboortedatum van Miller. Het is volledig gefinancierd door Pepe Jeans. De eerste collectie werd gelanceerd in september 2007.